# Cattleya calimaniorum
Cattleya calimaniorum är en orkidéart som beskrevs av Guy Robert Chiron och Vitorino Paiva Castro. Cattleya calimaniorum ingår i släktet Cattleya och familjen orkidéer. Inga underarter finns listade i Catalogue of Life.